# Ясашино
Ясашино — село в Кытмановском районе Алтайского края. Входит в состав Кытмановского сельсовета.

## История
Основано в 1846 году. В 1928 году деревня Есашная состояла из 71 хозяйства, основное население — русские. В административном отношении входила в состав Очаковского сельсовета Верх-Чумышского района Барнаульского округа Сибирского края.

## Население
| 1926 | 1997 | 1998 | 1999 | 2000 | 2001 | 2002 | 2003 | 2004 | 2005 |
| ---- | ---- | ---- | ---- | ---- | ---- | ---- | ---- | ---- | ---- |
| 428  | ↘31  | ↘20  | ↗22  | ↘20  | ↘16  | ↘6   | ↘3   | ↗5   | ↘3   |
| 2006 | 2007 | 2008 | 2009 | 2010 |      |      |      |      |      |
| ↗4   | ↘3   | ↘1   | ↗2   | ↘0   |      |      |      |      |      |

Национальный состав
Согласно результатам переписи 2002 года, в национальной структуре населения русские составляли 100 %.